# Pseudoinonotus chondromyelus
Pseudoinonotus chondromyelus är en svampart som först beskrevs av David Norman Pegler, och fick sitt nu gällande namn av T. Wagner & M. Fisch. 2001. Pseudoinonotus chondromyelus ingår i släktet Pseudoinonotus och familjen Hymenochaetaceae.   Inga underarter finns listade i Catalogue of Life.